# 辻原潤一郎
辻原 潤一郎（つじはら じゅんいちろう）は、日本のラグビーレフリー（審判員）。2021年現在、日本協会A級公認レフリーを務めている。

## プロフィール
- 鹿児島県鹿児島市出身。
- 選手時代のポジションはスタンドオフ(SO)。

## 略歴
鹿屋高校、鹿児島大学を経て、レフリーになる。